# (2087) Kochera
(2087) Kochera (1975 YC) – planetoida z pasa głównego asteroid okrążająca Słońce w ciągu 3,28 lat w średniej odległości 2,21 au. Odkryta 28 grudnia 1975 roku.